# 朴成洙 (アーチェリー選手)
朴 成洙（パク・ソンス、朝鮮語: 박성수、1970年5月19日 - ）は、大韓民国のアーチェリー選手。指導者。
1988年ソウルオリンピックにて団体戦では金メダル、個人戦では銀メダルを獲得した。 

## ウェブリンク
朴成洙 - 世界アーチェリー連盟
朴成洙 - Sports Reference